# Thomas Silver
Thomas Silver, född 18 juni 1974, är en svensk musiker och gitarrist. Han var gitarrist i hårdrocksgruppen Hardcore Superstar åren 1997-2008.
2018 släpptes soloalbumet "The Gospel According to Thomas".